# Distrito histórico de Gansevoort Market
El Distrito histórico de Gansevoort Market (en inglés: Gansevoort Market Historic District) es un distrito histórico ubicado en Nueva York, Nueva York. El Distrito histórico de Gansevoort Market se encuentra inscrito como un Distrito Histórico en el Registro Nacional de Lugares Históricos desde el 30 de mayo de 2007.  

## Ubicación
El Distrito histórico de Gansevoort Market se encuentra dentro del condado de Nueva York en las coordenadas 40°44′28″N 74°00′27″O / 40.740986, -74.007611.